# Johan Evertsen (1600-1666)
Johan Evertsen (gedoopt Vlissingen, 1 februari 1600 — Noordzee, a/b Walcheren, 5 augustus 1666) was een Nederlands admiraal uit de zeventiende eeuw.

## Vroege carrière
Johan Evertsen stamde uit een zeemansfamilie, waarvan nog veel leden de volgende eeuw bij de marine zouden gaan. Zijn moeder was Maayken Jans (1573-1647). Zijn vader, commandeur Johan Evertsen (nog de tweede zoon van de oude watergeus Evert Heindricxzen) die ter onderscheid met zijn zoon meestal Jan de Kapitein genoemd wordt, was kapitein van de Zwarte Galei geweest en sneuvelde in 1617 bij La Rochelle tegen een Franse kaper. Jan junior nam toen als luitenant-commandeur het commando over het schip over. De Admiraliteit van Zeeland benoemde daarop uit erkentelijkheid voor de verdiensten van de vader al diens vijf zoons tot luitenant: Jan als oudst nog levende (een ouder broertje was overleden) en verder Evert, Pieter, Geleyn en Cornelis. Jan had ook nog drie oudere en drie jongere zussen.
Jan was kennelijk al op zijn achttiende kapitein op een schip, want hij wordt als zodanig in een scheepsverslag vermeld in oktober 1618; de eerste vermelding als kapitein in de archieven van de admiraliteit stamt uit 1622; in 1624 werd hij benoemd tot vast kapitein. In 1625 sneuvelden Evert en Pieter in de strijd tegen de Duinkerker Kapers, datzelfde jaar vocht Jan onder admiraal Willem de Zoete bij La Rochelle; en in 1626 en 1627 direct onder luitenant-admiraal Laurens Reael als vice-commandeur tijdens een campagne op de Barbarijse kust. Daarbij kwam zijn broer Geleyn om het leven tijdens een gevecht met een Portugees galjoen. Op 25 april 1628 werd hij benoemd tot commandeur. In 1628 doorsloeg hij met vier schepen een eskader van 27 Duinkerker Kapers dat een poging deed het buitgemaakte geld van de Zilvervloot weer te heroveren en wist hij Piet Hein voortijdig te waarschuwen. In de zomers van 1630 en 1631 voerde hij "kruistochten" uit voor de Vlaamse kust, zo genoemd omdat men op en neer voer. Op 12 en 13 september 1631 nam hij deel aan het verijdelen van de invasie van Overflakkee door een Spaanse vloot in de Slag op het Slaak.
In de vaarseizoenen 1632-1635 was hij weer actief tegen de Duinkerker Kapers. Door de verwaarlozing van de vloot leverde dat meestal weinig op. In 1635 gelukte het de beruchte kaper Jacob Colaert om de haringvloot midden op de Noordzee te overvallen. Veel vissers werden gevangengenomen en dit leidde tot oproer in de vissersdorpen. Jan bood zelfs zijn ontslag aan. Dit werd echter geweigerd en al snel kwam er een gelegenheid zijn eer te wreken. Op 18 februari 1636 verraste hij met vier schepen bij Duinkerke drie schepen van Colaert, die net bezig was onder valse (Prinsen)vlag een vijfde Nederlands schip, van Pieter Ita, te naderen. Door zelf de Engelse vlag te hijsen (dergelijke krijgslisten werden overigens als volstrekt oorbaar beschouwd) lukte het Evertsen om twee schepen te kelderen, waaronder Colaerts vlaggenschip de Santa Maria en de kaper zelf gevangen te nemen, die zich aan Joost van Trappen Banckert overgaf; Jan en zijn vier medekapiteins (waaronder ook nog Jan Vlieger "Pottebreker" en Adriaen den Gloeyende Oven) werden daarvoor door de Admiraliteit van Zeeland beloond met een gouden medaille. Op 25 februari 1637 werd hij na de dood van Marinus Holare benoemd tot viceadmiraal bij de Admiraliteit van Zeeland.
In de Slag bij Duins van 1639 voerde hij een eskader aan. Hij raakte in conflict met viceadmiraal van Holland en Westfriesland Witte de With, die overigens met de meeste van zijn collega's overhoop lag. Tijdens het krijgsberaad van 11 oktober verklaarde Evertsen namelijk plotseling dat hij niet, zoals Maarten Tromp voorstelde, de Engelse vloot in de gaten wilde houden omdat de handelsbelangen van zijn provincie zich tegen een conflict met Engeland zouden verzetten. Hij kreeg toen meteen van De With het verwijt naar het hoofd geslingerd dat het ware motief wel lafheid zou zijn of het verlangen een rijkere buit te behalen. De With bood toen aan zelf de Engelsen maar af te dekken. De verhouding tussen beiden raakte echter voorgoed verstoord, vooral toen bleek dat Evertsen van Zeeland de helft van het buitgeld dat Tromp toekwam kreeg gegarandeerd. Zijn aanval zette het Portugese admiraalsschip de Santa Tereza in lichterlaaie, zodat 800 van de duizend bemanningsleden verdronken of levend verbrandden. Hij kreeg hiervoor van de Staten-Generaal een gouden ereketen ter waarde van 800 gulden.
Hierna kreeg Evertsen voor een tijd geen grote commando's meer; wel blijkt hij een steeds nauwere vriendschap te ontwikkelen met stadhouder Frederik Hendrik. In 1646 krijgt hij op diens voorspraak van Lodewijk XIII, wiens leger hij had bijgestaan bij de verovering van Duinkerken, de Orde van de Heilige Michaël. In 1649 raadt stadhouder Willem II kardinaal Mazarin zelfs aan alle vertrouwelijke correspondentie tussen beiden via Evertsen te laten verlopen.

## Eerste Engelse Zeeoorlog
In de Eerste Engels-Nederlandse Oorlog verergerde het conflict met De With zich. Evertsen, als persoonlijk vriend van de net overleden Stadhouder Willem II, werd gezien als gevaarlijk Oranjegezind. Toen Tromp vanaf augustus 1652 een tijdje uit de gratie lag, werd eerst Evertsen tot waarnemend bevelhebber benoemd, maar hij trok zich na een conflict al snel uit die functie terug en zelfs helemaal uit de vloot. Pas toen de nieuwe bevelhebber De With in de Slag bij de Hoofden verslagen werd — mede door zijn onbeschofte behandeling van de Zeeuwse kapiteins — en ziek thuis bleef zodat nu Tromp zijn waarnemend bevelhebber moest worden, meldde Evertsen zich weer aan en vocht begin december als eskadercommandant in de overwinning tijdens de Slag bij de Singels. Hij speelde daarbij persoonlijk een belangrijke rol door het vlaggenschip van Tromp, de Brederode, te ontzetten bij een Engelse enteraanval.. Tijdens de Driedaagse Zeeslag in maart 1653 deed het eskader van Evertsen mee aan de gezamenlijke aanval in het begin van de eerste dag op het eskader van generaal-ter-zee Robert Blake die zich te ver naar voren gewaagd had. Evertsen raakte echter in de lij en kon geen enterpoging wagen. Desalniettemin waren de Staten-Generaal zo ingenomen met de tijdens de slag betoonde moed, dat ze ondanks de uiteindelijke nederlaag ook Evertsen beloonden met een zilveren erebeker van 1500 guldens; de Staten van Holland drongen er zelfs op aan zijn wedde te verhogen — iets wat ze makkelijk konden doen, omdat Zeeland dat zou moeten betalen. Witte de With echter, die de slag was misgelopen door zijn ongesteldheid, beschuldigde Evertsen in het pamflet "Rotterdamsch Zee-Praetjen" in de meest grove bewoordingen ervan door zijn lafheid de slag verloren te hebben laten gaan, ja zelfs in de hoop dat Tromp zou sneuvelen zodat hijzelf het bevelhebberschap zou kunnen overnemen.
Op 13 mei wilde Jan Evertsen, samen met zijn broer commandeur Kees Evertsen, met de Zeeuwse vloot uitvaren om die met de Hollandse samen te voegen, toen hij tot zijn schrik de complete Engelse vloot voor de Zeeuwse kust zag liggen. Hij keerde meteen weer naar Vlissingen terug. Toen bleek dat de oorspronkelijke driestheid hem toch wat verlaten had, want ook toen de Engelse vloot na een dag weer verdwenen bleek, durfde Jan pas een week later, na langdurig aandringen van de admiraliteit, weer zee te kiezen. Toen de nationale vloot verenigd was, maakten De With en Evertsen ruzie over het onderbevel; pas na loting viel dat aan de laatste toe die nog steeds de voorhoede aanvoerde tijdens de Zeeslag bij Nieuwpoort waarin hij zich nauwelijks heeft onderscheiden. Na gezorgd te hebben voor de uitrusting van de zwaar beschadigde Zeeuwse vloot voerde hij die weer aan bij de afsluitende Slag bij Ter Heijde. Nog voor dat die geleverd kon worden, was Evertsens vlaggenschip al lek geschoten tijdens de schermutselingen bij Wijk aan Zee. Toen Tromp al vroeg in de slag sneuvelde, viel het commando aan Evertsen toe, maar zijn schip werd in de tweede aanval zo zwaar beschadigd — het werd doorboord onder de waterlijn en een mast was afgeschoten — dat hij het terugtrok en de verdere leiding aan De With overliet.
Door de dood van Tromp moest er een nieuwe bevelhebber komen. De With was door zijn karakter onacceptabel; Evertsen te Oranjegezind en Michiel de Ruyter weigerde de twee ruziemakers te gaan commanderen of zelfs maar in roulatie het bevel te delen. Uiteindelijk werd kolonel Jacob van Wassenaer Obdam bevolen bevelhebber te worden; maar Zeeland vreesde De With zo dat het voorstelde bij ontstentenis van Obdam De With het bevel van de wateren benoorden de Maas te geven, Evertsen van de zuidelijke wateren.
Na de oorlog kreeg Evertsen voor vijf jaar lang geen enkel commando. Pas in mei 1659, na de dood van De With, deed hij mee aan de expeditie van viceadmiraal De Ruyter naar de Oostzee tijdens de Vierde Noordse Oorlog, maar onder diens bevel, hoewel hij anciënniteit had. Uit het verslag van De Ruyter blijkt dat het enkele dagen duurde voordat de mokkende Evertsen zich in de situatie geschikt had. In oktober voer Evertsen weer terug met een beroep op zijn hoge leeftijd, De Ruyter achterlatend vlak voor diens eindoverwinning op de Zweden. Daarna bleef Evertsen weer vier jaar thuis.

## Tweede Engelse Zeeoorlog
In de aanloop naar de Tweede Engels-Nederlandse Oorlog werd hij door de Staten van Zeeland op 16 december 1664 bevorderd tot de eerste luitenant-admiraal die de Zeeuwse vloot ooit had. Men hoopte zo af te kunnen dwingen dat hij zeker tweede in bevel zou worden in de nationale vloot; eerst had alleen de Admiraliteit van de Maze een luitenant-admiraal. De overige drie admiraliteiten handelden echter overeenkomstig, zodat er al vlug vijf luitenant-admiraals waren. Het duurde opnieuw even voordat de Zeeuwse vloot in het voorjaar van 1665 zee koos; het gedwongen nietsdoen had Evertsen er niet krachtdadiger op gemaakt. Evertsens reputatie als orangist leidde ertoe dat hij als derde in bevel werd geplaatst bij de Slag bij Lowestoft onder Jacob van Wassenaer Obdam en Egbert Bartolomeusz Kortenaer, als commandant van de achterhoede. Wel werd besloten dat Evertsen in de krijgsraad de tweede positie zou hebben. Doordat zijn beide superieuren in die strijd sneuvelden, nam Evertsen het commando over. De verwarring tijdens de slag was echter zo groot dat Cornelis Tromp hetzelfde deed; toen het gevecht overging in een vlucht weken de meeste schepen met Kees Tromp naar Texel en Evertsen kwam met slechts vier schepen op 14 juni in Hellevoetsluis aan, wat geen al te beste indruk maakte. Door de Staten-Generaal naar Den Haag ontboden, reisde hij via Den Briel naar het noorden; daar werd hij door een menigte woedende zeemansvrouwen uit zijn rijtuig gesleurd, mishandeld en geboeid aan handen en voeten in de gracht gesmeten. Hij wist zich te redden door zich aan de steven van een schuit vast te klampen. Door enige soldaten ternauwernood gered, lukte het hem 's nachts vermomd en met een gewapend escorte de stad te ontvluchten, terug naar Hellevoetsluis, want men lag in de Maas met vele bootjes op hem te wachten om het werk af te maken. Op 17 juni kwam hij op een jacht in Delfshaven aan en werd door de Zeeuwse gedeputeerden naar de Staten-Generaal gebracht. Zijn verslag daar stelde niet tevreden en de angst en woede onder het volk over de zeer zware nederlaag was zo groot dat Evertsen onder gewapend geleide — naar men zei voor zijn eigen veiligheid — naar Den Helder werd gebracht alwaar een krijgsraad de gevallen van lafheid moest behandelen.
Ondertussen was het bericht over de moordpoging op Evertsen hard bij de vloot aangekomen. Alle Zeeuwse kapiteins bij Texel aanwezig tekenden een protestbrief, met als eerste schout-bij-nacht Adriaen Banckert. De Hollandse en Friese vlagofficieren voelden dat ze niet achter konden blijven — anders zou het ook lijken dat ze het met het Zeeuwse protest niet eens waren — en stelden een schriftelijke verklaring op, gericht aan de gedeputeerden van de Staten-Generaal (ook Johan de Witt was aanwezig) die de gevangen Evertsen begeleidden:
dat hy, gemelte Lt. Admirael, altoos in de voorbattalie is geweest, en getoont te zyn een vroom [dapper], eerlyck Lieutenant-admirael, ende een oprecht, trouwhertich Patriot ende liefhebber van zyn Vaderlandt, sich in alle desen comporterende met een voorzichtich beleyt ende wyse directie, zulcx dat alle zyne actien int minst niet en hebben gestreckt tot dissolutie ende verwijderinghe van de Vloot, maer, ter contrarie, met groote naersticheyt, getrouwicheyt, voorsichtigheyt ende oprechticheyt betracht heeft het eynde en oogmerck van zyne functie, namentlick de conservatie der Vloot, ende vervolgens den welstandt van ons Vaderlandt.
Desalniettemin drongen de gedeputeerden aan op berechting maar Cornelis Tromp, die er niets voor voelde een mede-orangist te moeten gaan oordelen, weigerde het voorzitterschap van de raad. Dit leidde tot zo'n vertraging dat Evertsen na een week, toen de gemoederen in het land wat gesust waren en het iedereen duidelijk was geworden dat niet zowat de hele vloot verloren was gegaan, werd vrijgelaten en zelfs ontslagen van rechtsvervolging. Hoewel hij uiteindelijk volledig gerehabiliteerd werd — het bleek dat hij de schade inderdaad nog beperkt had weten te houden en de 150 getelde kogelinslagen in zijn schip bewezen dat hij de strijd niet ontlopen had — leek het de Staten van Zeeland toch beter Jan te laten vervangen door zijn broer Kees, maar wel met behoud van titel, zodat er formeel zeven luitenant-admiraals waren. Dit was hun ook gesuggereerd door Johan de Witt, die synen hoogen ouderdom als motief suggereerde; vele historici hebben gemeend dat De Witt maar al te blij was van de politiek onbetrouwbare admiraal verlost te zijn en verweten hem Evertsen onvoldoende beschermd te hebben tegen stemmingmakerij. Het Brielse gepeupel bleef, ondanks dreigende woorden van De Witt, in feite onbestraft en werd door sommigen zelfs beloond met lofdichten, waarin alsnog op een spontane executie van dien stinkert werd aangedrongen.
Jan hield zich nu een jaar lang bezig met het verbeteren van de uitrusting van de Zeeuwse vloot. Toen zijn broer, luitenant-admiraal Cornelis Evertsen, echter sneuvelde in de Vierdaagse Zeeslag, werd hij op 21 juni 1666 weer van stal gehaald, tegen het aanvankelijk verzet van Johan de Witt in. Pas toen Evertsen zich bereid verklaarde om, hoewel formeel Tweede Persoon direct onder De Ruyter, in feite allereerst Aert Jansse van Nes en dan Cornelis Tromp het bevel te laten overnemen, beval De Witt de Staten-Generaal aan de benoeming van de Staten van Zeeland te bekrachtigen, iets wat nodig was omdat de admiraliteiten ook generaliteitsinstellingen waren. Evertsen verklaarde bij zijn aanstelling net als zijn vader en broers het leven voor het vaderland te willen geven. Zeven weken later op 4 augustus 1666, de eerste dag van de Tweedaagse Zeeslag, werd Jan Evertsen als commandant van de voorhoede op de Walcheren te drie uur 's middags een been afgeschoten door een boutkogel. Hij overleed de volgende dag om vijf uur in de nacht.
Op 9 september werd Jan in de Noordmonsterkerk te Middelburg naast zijn broer ter aarde besteld. Jan en Kees werden uiteindelijk in 1686, na een lang conflict tussen de familie en de Admiraliteit van Zeeland, samen begraven in een praalgraf in deze Oude Kerk van Middelburg, vervaardigd door Rombout Verhulst. Het was de gewoonte geworden om iedere admiraal die ter zee sneuvelde een praalgraf te geven.
Johan huwde Maayken Gorcum (1600-1671). Hij was de vader van Jan Evertsen de Jonge (1624-1649) en viceadmiraal Cornelis Evertsen de Jonge (1628-1679); verder had hij nog drie dochters.
- Bibliothèque nationale de France: cb165110338 (data)
- Biografisch Portaal: 23638483
- Digitale Bibliotheek voor de Nederlandse Letteren: ever085
- Gemeinsame Normdatei: 119087510
- International Standard Name Identifier: 0000 0000 7692 5940
- Library of Congress Control Number: no2010021612
- Nederlandse Thesaurus van Auteursnamen: 273432818
- Virtual International Authority File: 72196525
- WorldCat: E39PBJkxPPtYF7JPTfrCqjmjmd